# زمبر، عراق
زمبر یک منطقهٔ مسکونی در عراق است که در Tel Afar District واقع شده‌است.